# 1979 في فرنسا
فيما يلي قوائم الأحداث التي وقعت خلال عام 1979 في فرنسا.

## سياسة

### انتهاء فترة المنصب
- 4 يوليو – سيمون فاي وزيرة الصحة.

## رياضة
- 1 يناير – دورة فرنسا المفتوحة 1979
- 1 يناير – سباق طواف فرنسا 1979 الفائز بيرنار إينو.
- 1 يوليو – جائزة فرنسا الكبرى 1979 الفائز جان بيير جابويلي.

## أفلام
من الأفلام التي صدرت هذه السنة في فرنسا:
- 1 يناير – الأخوات برونتي من إخراج أندريه تيتشني.
- 1 يناير – تس من إخراج رومان بولانسكي.
- 1 يناير – طبل الصفيح من إخراج فولكر شلوندورف.
- 1 يناير – قصة حب قصيرة من إخراج جورج هيل.
- 26 يونيو – حاصد القمر من إخراج لويس جيلبرت.

## كتب
من الكتب التي صدرت هذه السنة في فرنسا:
- 1 يناير – حياه المختبر من تأليف برونو لاتور.

## مواليد

### يناير
- 1 يناير – تاتيانا أرفل كاتبة فرنسية.
- 4 يناير – لينشا مغنية فرنسية.
- 6 يناير – سامي أمزيان لاعب كرة سلة جزائري.[1]
- 14 يناير – سوبرانو[2]
- 21 يناير – الودي نافار ممثلة فرنسية.
- 21 يناير – غيلوم دوكاتيل لاعب كرة قدم.[3]
- 23 يناير – فلورنس جرافيلير
- 31 يناير – إبراهيم اسلوم

### فبراير
- 2 فبراير – ساندي كاسار درّاج طريق فرنسي.
- 4 فبراير – ماريفا غالانتر
- 7 فبراير – نيكولاس ديوز لاعب كرة قدم فرنسي.[4]
- 8 فبراير – ليونيل كابوني لاعب كرة قدم فرنسي.
- 16 فبراير – ستيفان دالما لاعب كرة قدم فرنسي.[5]
- 20 فبراير – سيمون دوفور سبّاح فرنسي.
- 21 فبراير – باسكال تشيمبوندا لاعب كرة قدم فرنسي.[6]
- 21 فبراير – ناتالي ديتشي لاعبة كرة مضرب فرنسية.
- 28 فبراير – سيباستيان بورديه سائق سيارة سباق فرنسي.

### مارس
- 2 مارس – داميين غريغوريني لاعب كرة قدم فرنسي.[7]
- 6 مارس – ارنولد ماير لاعب كرة قدم فرنسي.[8]
- 6 مارس – توماس دوسيفي لاعب كرة قدم توغولي.[9]
- 14 مارس – نيكولا أنيلكا لاعب كرة قدم فرنسي.[10]
- 18 مارس – وليام فيليبس لاعب كرة سلة أمريكي.
- 25 مارس – بيير بلانوس لاعب كرة قدم فرنسي.[11]
- 28 مارس – ريتشارد سوكري لاعب كرة قدم فرنسي.[12]
- 30 مارس – كريم سوشو لاعب كرة سلة فرنسي.

### أبريل
- 3 أبريل – زومانا كامارا[13]
- 5 أبريل – نادية ملادجو مغنية فرنسية.[14]
- 9 أبريل – بيتر لوكسان لاعب كرة قدم فرنسي.[15]
- 14 أبريل – نوي باماروت لاعب كرة قدم فرنسي.[16]
- 21 أبريل – توبياس ليندروث لاعب كرة قدم سويدي.[17]
- 21 أبريل – رافاييل تيرفيل لاعبة كرة يد فرنسية.
- 23 أبريل – نيكولا بورتال[18]

### مايو
- 2 مايو – سيريل أكبوميده لاعب كرة سلة فرنسي.
- 12 مايو – ديفيد هيليبويك لاعب كرة قدم فرنسي.[19]
- 14 مايو – إدفيج لوسون ويد لاعبة كرة سلة فرنسية.
- 14 مايو – ميكائيل لاندرو لاعب كرة قدم فرنسي.[20]
- 19 مايو – برنيس مارلو ممثلة فرنسية.
- 19 مايو – تونيزيانو رابر فرنسي.
- 21 مايو – مامادو باغايوكو لاعب كرة قدم.[21]

### يونيو
- 5 يونيو – فرنسوا ساغات[22]
- 8 يونيو – تويفيلو موليدا لاعب كرة قدم فرنسي.[23]
- 9 يونيو – إيميلي لوا لاعبة كرة مضرب فرنسية.
- 14 يونيو – رودولفي روتش لاعب كرة قدم فرنسي.
- 16 يونيو – ويلفريد أكا
- 18 يونيو – عمار بن بلقاسم رسام فرنسي.[24]
- 22 يونيو – توماس فوكلر درّاج طريق فرنسي.
- 25 يونيو – سيباستيان جولي درّاج طريق فرنسي.
- 26 يونيو – صلاح إنترتاينر
- 30 يونيو – سيلفان تشافانيل درّاج طريق فرنسي.

### يوليو
- 1 يوليو – سيلفان كالزاتي درّاج طريق فرنسي.
- 3 يوليو – لوديفين ساجنر ممثلة فرنسية.
- 5 يوليو – إميلي موريسمو لاعبة كرة مضرب فرنسية.[25]
- 6 يوليو – سيدريك كانتي لاعب كرة قدم.[26]
- 6 يوليو – فابريس أبرييل لاعب كرة قدم فرنسي.[27]
- 9 يوليو – أوليفييه بلونديل لاعب كرة قدم فرنسي.
- 24 يوليو – آن غايل سيدو لاعبة كرة مضرب فرنسية.
- 27 يوليو – سيدني غوفو لاعب كرة قدم فرنسي.[28]
- 29 يوليو – كريم السديري لاعب كرة قدم تونسي.[29]

### أغسطس
- 7 أغسطس – أحمد آيت وراب لاعب كرة قدم فرنسي.[30]
- 14 أغسطس – جيريمي بريتشيت لاعب كرة قدم فرنسي.[31]
- 14 أغسطس – سيفرين بريمون بيلترام لاعبة كرة مضرب فرنسية.
- 16 أغسطس – رولاند فييرا لاعب كرة قدم.[32]
- 17 أغسطس – جوليين إسكوديه لاعب كرة قدم فرنسي.[33]
- 27 أغسطس – سمير بلوفة لاعب كرة قدم جزائري.[34]
- 27 أغسطس – نصر الدين كراوش لاعب كرة قدم جزائري.[35]

### سبتمبر
- 10 سبتمبر – سيباستيان غريمالدي لاعب كرة قدم فرنسي.
- 11 سبتمبر – إريك أبيدال إريك ابيدال.[36]
- 19 سبتمبر – نويمي لينوار[37]
- 25 سبتمبر – جان رينيه ليسنار

### أكتوبر
- 14 أكتوبر – أوليفر بيرنارد لاعب كرة قدم فرنسي.[38]
- 18 أكتوبر – كامل مريم لاعب كرة قدم فرنسي.

### نوفمبر
- 1 نوفمبر – جواد الهاجري لاعب كرة قدم فرنسي.[39]
- 10 نوفمبر – أنتوني ريفيلير لاعب كرة قدم فرنسي.[40]
- 14 نوفمبر – سيدريك هيرفي درّاج طريق فرنسي.
- 23 نوفمبر – ديفيد سوغيت لاعب كرة قدم فرنسي.[41]
- 26 نوفمبر – جوليان أنغراسيا سائق رالي فرنسي.[42]

### ديسمبر
- 7 ديسمبر – جيمي إنجولفينت درّاج طريق فرنسي.
- 16 ديسمبر – دانييل نارسيس لاعب كرة يد فرنسي.[43]
- 17 ديسمبر – محمد بنحمو لاعب كرة قدم جزائري.[44]
- 24 ديسمبر – هيرفي دوكلو-لاسال درّاج طريق فرنسي.
- 25 ديسمبر – لورينت بونارت لاعب كرة قدم فرنسي.[45]
- 29 ديسمبر – ماكسيم زيانفيني لاعب كرة سلة فرنسي.

## وفيات

### فبراير
- 12 فبراير – جان رينوار (مواليد 1894)[46]

### مارس
- 16 مارس – جان موني (مواليد 1888)[47]

### يوليو
- 3 يوليو – ميشيل دارد (مواليد 1908) روائي فرنسي.

### سبتمبر
- 9 سبتمبر – أندريه ماير (مواليد 1898)[48]

### أكتوبر
- 17 أكتوبر – بيير بيرناك (مواليد 1899) مغني فرنسي.[49]

### نوفمبر
- 2 نوفمبر – جاك مسرين (مواليد 1936) مجرم فرنسي.[50]
- 8 نوفمبر – إيفون ديغول (مواليد 1900)[51]

### ديسمبر
- 11 ديسمبر – كارلو شميد (مواليد 1896)[52]